# Antônio Lúcio
Antonio Lucio Miguel Rodrigues Ramos (Espírito Santo do Pinhal, SP, 2 de janeiro de 1930 - 29 de dezembro de 2000) foi um repórter fotográfico brasileiro.

## Biografia
Começou a fotografar aos 14 anos, dois anos depois – em 1946 – ganhava seu primeiro prêmio no jornal “Notícias de Hoje”, onde era contínuo. A foto, feita com uma câmara emprestada, rendeu 300 mil réis e abriu várias portas.
Lúcio passou pelas redações de “A Hora”, “O Esporte”, “Diários Associados”, “O Cruzeiro”, “O Estado de S. Paulo” e “Manchete”. Foi também fotógrafo oficial do Palácio dos Bandeirantes e da Secretaria Estadual de Esportes e Turismo. Ainda fez parte da equipe pioneira do Zoológico de São Paulo, sendo responsável pelo registro e planejamento do uso de imagens do parque.
Em abril de 1958, Lúcio cobriu a primeira concentração tida como séria da Seleção Brasileira de futebol em Poços de Caldas. Sessenta anos depois, essas fotos inéditas ganharam formato de livro, com texto do jornalista esportivo Antero Greco  na publicação "Seleção Nunca Vista" (Capella Editorial), produzido pela filha dele, a jornalista Silvia Herrera. Algumas dessas imagens históricas, que mostram a preparação da seleção canarinho e bastidores, compuseram a Exposição Primeira Estrela, no Museu do Futebol de São Paulo, onde o livro foi lançado em 28 de maio de 2018. Parte desse rico e inédito material foi incluído no Google Arts and Culture, com o nome "A Seleção em Poços de Caldas".

## Furo
Lúcio ganhou o Prêmio Esso Regional de Fotografia em 1962 com o primeiro furo de reportagem mundial de um brasileiro. Foram dele os primeiros registros feitos no interior do navio português Santa Maria, sequestrado por um grupo de militantes contrários à ditadura de Salazar, em Portugal.
Acompanhado pelo repórter Miguel Urbano Rodrigues, Antônio Lúcio embarcou no navio, ainda em alto-mar, antes de aportar no Recife, em janeiro de 1961. A ação comandada pelo capitão da marinha portuguesa Henrique Galvão deu visibilidade mundial ao movimento anti-salazarista.

## Edifício Andraus
Outro importante trabalho foi o registro do incêndio no Edifício Andraus, em 1972. A imagem de um bombeiro correndo com uma menina no colo marcou a cobertura da tragédia, durante a qual morreram 16 pessoas.
Em 1981, o fotógrafo e o “herói do Andraus”, o cabo Geraldo Alves (morto naquele ano em um acidente no trabalho), foram homenageados pelo Corpo de Bombeiros de São Paulo.